# Carlos Herrera Contreras
Carlos Felipe Herrera Contreras (Graneros, Chile, 6 de agosto de 1983) es un futbolista chileno, que juega de mediocampista y actualmente está retirado y trabaja de minero.

## Estadísticas
- Estadísticas actualizadas al 25 de enero de 2022.

| Club      | País  | Año       | Partidos | Goles |
| --------- | ----- | --------- | -------- | ----- |
| O'Higgins | Chile | 2003-2009 | 98       | 3     |
| Palestino | Chile | 2010-2011 | 36       | 3     |
| Everton   | Chile | 2012      | 3        | 0     |
| Cobresal  | Chile | 2013-2015 | 45       | 0     |
| Ñublense  | Chile | 2015-2016 | 27       | 0     |

## Palmarés

### Campeonatos nacionales
| Título           | Club     | País  | Año    |
| ---------------- | -------- | ----- | ------ |
| Primera División | Cobresal | Chile | 2015-C |

- Datos: Q5042182